# رولاند زيمر
رولاند زيمر (بالألمانية: Roland Zimmer) (و. 1933 – 1993 م) هو موسيقي، ومعلم موسيقى، وأستاذ جامعي، وعازف الإيتار الكلاسيكي، من ألمانيا، ولد في ماركنويكيرشن، توفي في فايمر، عن عمر يناهز 60 عاماً.